# Kristof Van Hout
Kristof Van Hout (* 9. Februar 1987 in Lommel) ist ein belgischer Fußballtorwart. Seit 2022 steht er beim belgischen Zweitligisten Lommel SK unter Vertrag.
Mit einer Körpergröße von 208 Zentimetern gilt Van Hout zurzeit als weltgrößter aktiver Profifußballspieler.

## Karriere

### Jugend
Van Hout begann seine Karriere als Fußballtorwart im Jahre 1992 im Nachwuchsbereich seines Heimatvereins, dem SK Lommel. Dort durchlief er mehrere Jugendspielklassen und zeigte auch dort schon von seinem Abwehrtalent bei Elfmetersituationen. 2003 wechselte er daraufhin in die Jugendabteilung des KFC Verbroedering Geel nach Geel in der Provinz Antwerpen.
Nach nur einem Jahr verließ er den Klub wieder und kam dafür in der Jugend des Willem II Tilburg in den Niederlanden zum Einsatz. Dort spielte er bis zum Jahre 2007 im Nachwuchs und stand zudem in der Saison 2006/07 im Kader der Profimannschaft mit Spielbetrieb in der Eredivisie, der höchsten Fußballliga des Landes.

### Vereinskarriere
Nachdem er bei Willem II Tilburg als Ersatztorwart während der Spielzeit 2006/07 zu keinem einzigen Profiligaeinsatz gekommen war, wechselte der junge Torwart 2007 zum KV Kortrijk in die EXQI-League, die zweite belgische Liga. Dort gab er schließlich sein Profidebüt, als er am letzten Spieltag, am 11. Mai 2008, beim 1:0-Auswärtssieg über den KSK Beveren die volle Spieldauer das Tor seiner Mannschaft hütete. Am Ende der Saison rangierte das Team mit den zehn Punkten Abstand auf den AFC Tubize am ersten Tabellenplatz und konnte sich so Meister der EXQI-League nennen. Während der Saison 2008/09 kam Van Hout zu weiteren drei Ligaeinsätzen in der Jupiler League, als er am Ende der Spielzeit in den letzten drei Partien das Tor hütete und dabei nur drei Treffer zuließ. Beim belgischen Pokal schaffte er es mit seinem Team in vier Spielen zum Einsatz zu kommen, wobei man allerdings im Viertelfinale knapp am KV Mechelen, dem späteren Pokalfinalisten scheiterte.
Nach zwei Spielzeiten in Kortrijk transferierte der 208 cm große und 110 kg schwere Torwart zu Standard Lüttich, wo er neben Champions-League-Torschützen Sinan Bolat (* 1988) und Anthony Moris (* 1990) mit 22 Jahren als ältester Torwart im ohnehin sehr jungen Profikader steht. Dort kam er als Ersatztorwart hinter Sinan Bolat zu zwei Profiligaeinsätzen sowie zu einem Einsatz im belgischen Pokal.
Im Sommer 2014 unterschrieb er einen Vertrag beim indischen Profiverein Delhi Dynamos und wurde gleich zur Nummer eins erklärt. Doch schon ein Jahr später kehrte er nach Belgien zurück und schloss sich dem KVC Westerlo an.

## Erfolge
- Belgischer Pokalsieger: 2011 mit Standard Lüttich, 2013 mit KRC Genk
- Meister der EXQI-League: 2007/08